# Wainuiomata AFC
Der Wainuiomata Association Football Club ist ein neuseeländischer Fußballklub aus Lower Hutt in der Region Wellington.

## Geschichte
Der Klub entstand im Jahr 1959. Nach der Gründung konnte sich der die Mannschaft des Klubs schnell in die Division 1 befördern, musste Ende der 1960er Jahre aber einen Niedergang bis weit runter in die Division 3 hinnehmen, in der man dann auch noch einige Jahre verblieb. So gelang erst zur Saison 1989 dann schließlich die Rückkehr in die Division 1, von hier ging man dann auch in die neue Central Premier League zur Saison 1993 über, welche man in der Saison 1995 auch als Meister abschloss. Danach verblieb man noch bis zur Saison 1999 innerhalb der Liga und musste dann danach runter in die Capital League Division 1. Nach der Saison 2010 konnte man hier als Meister dann aber wieder aufsteigen und spielte so ein paar Jahre weiter in der Capital Premier.
Kurz darauf musste man aber zwei Abstiege in Folge hinnehmen und erst zur Saison 2019, gelang dann eine Rückkehr in die Capital Premier. Hier schloss man aber gleich in der Topgruppe ab und konnte dies in der Folgesaison mit der Meisterschaft noch toppen. So durfte man dann auch in die Central League aufsteigen, welche ab der Saison 2021 erstmals Teil der wiedereingeführten National League war. Mit lediglich vier Punkten bedingt durch einen Sieg und ein Unentschieden, schloss man aber komplett chancenlos als letzter der Tabelle diese Saison ab und stieg direkt wieder ab. So spielt der Klub noch bis heute in der Capital Premier.